# Паравян, Давид Артурович
Дави́д Артурович Паравя́н (род. 8 марта 1998, Москва) — российский шахматист, гроссмейстер (2017), мастер спорта России (2015).
Победитель Гибралтара 2020. Разделил 1—4 места на Мемориале Чигорина 2017. Бронзовый призёр клубного кубка Европы в составе «Молодёжки» (2018), серебряный призёр чемпионата Москвы (2015) и юношеской олимпиады 2014 года в командном зачёте. Финалист Кубка России 2018 года. Участник чемпионатов мира по рапиду и блицу (2018, 2019).

## Биография
Начал играть в шахматы в 4 года, позже его записали в секцию школы имени Тиграна Петросяна. Паравян выиграл первенство Москвы до 8 лет. Занимался шахматами у Валерия Чехова и Владимира Белова. Добился больших успехов в юношеских соревнованиях: стал призёром первенства Европы до 12 лет (2010) и чемпионом России до 14 лет (2012).
В 2011 году оказался единственным участником сеанса в рамках Мемориала Ботвинника, кто сделал ничью с Магнусом Карлсеном. К 2013 году Давид выполнил все баллы международного мастера.
На чемпионате России до 21 года (2017) разделил 2-3 места, в этом же году стал гроссмейстером. 2018 год стал лучшим для Паравяна. Он стал чемпионом Москвы по блицу и рапиду, в конце года вышел в финал Кубка России, где выбил Жамсарана Цыдыпова, Дмитрия Бочарова и Алексея Сорокина, в финале уступил Кириллу Алексеенко.

## Стиль игры
Паравян считает свой стиль ближе к игре Алехина. В 2018 году выиграл у Савелия Голубова, поединок стал партией месяца на chesspro.ru.
|   | a               | b               | c              | d               | e              | f               | g                | h              |   |  |
| 8 | a8 чёрная ладья | b8              | c8 чёрный слон | d8              | e8             | f8 чёрная ладья | g8 чёрный король | h8             | 8 |  |
| 7 | a7 чёрная пешка | b7 чёрная пешка | c7             | d7              | e7             | f7 чёрная пешка | g7               | h7 белый конь  | 7 |  |
| 6 | a6              | b6              | c6             | d6 чёрный слон  | e6             | f6              | g6 чёрная пешка  | h6             | 6 |  |
| 5 | a5              | b5              | c5             | d5 чёрная пешка | e5             | f5              | g5               | h5             | 5 |  |
| 4 | a4 чёрный ферзь | b4              | c4             | d4 белая пешка  | e4             | f4              | g4               | h4             | 4 |  |
| 3 | a3              | b3 белая ладья  | c3             | d3              | e3             | f3              | g3               | h3             | 3 |  |
| 2 | a2 белая пешка  | b2              | c2 белый ферзь | d2 белый слон   | e2             | f2 белая пешка  | g2 белая пешка   | h2 белая пешка | 2 |  |
| 1 | a1              | b1              | c1             | d1              | e1 белая ладья | f1              | g1 белый король  | h1             | 1 |  |
|   | a               | b               | c              | d               | e              | f               | g                | h              |   |  |

|   | a | b | c | d | e | f | g | h |   |
| - | --- | --- | --- | --- | --- | --- | --- | --- | - |
| 8 | a8 чёрная ладья · f8 чёрная ладья · a7 чёрная пешка · b7 чёрная пешка · f7 чёрная пешка · d6 чёрный слон · f6 чёрный король · g6 чёрная пешка · h6 белый слон · d5 чёрная пешка · f5 чёрный слон · a4 чёрный ферзь · d4 белая пешка · b3 белая ладья · a2 белая пешка · c2 белый ферзь · f2 белая пешка · g2 белая пешка · h2 белая пешка · e1 белая ладья · g1 белый король | a8 чёрная ладья · f8 чёрная ладья · a7 чёрная пешка · b7 чёрная пешка · f7 чёрная пешка · d6 чёрный слон · f6 чёрный король · g6 чёрная пешка · h6 белый слон · d5 чёрная пешка · f5 чёрный слон · a4 чёрный ферзь · d4 белая пешка · b3 белая ладья · a2 белая пешка · c2 белый ферзь · f2 белая пешка · g2 белая пешка · h2 белая пешка · e1 белая ладья · g1 белый король | a8 чёрная ладья · f8 чёрная ладья · a7 чёрная пешка · b7 чёрная пешка · f7 чёрная пешка · d6 чёрный слон · f6 чёрный король · g6 чёрная пешка · h6 белый слон · d5 чёрная пешка · f5 чёрный слон · a4 чёрный ферзь · d4 белая пешка · b3 белая ладья · a2 белая пешка · c2 белый ферзь · f2 белая пешка · g2 белая пешка · h2 белая пешка · e1 белая ладья · g1 белый король | a8 чёрная ладья · f8 чёрная ладья · a7 чёрная пешка · b7 чёрная пешка · f7 чёрная пешка · d6 чёрный слон · f6 чёрный король · g6 чёрная пешка · h6 белый слон · d5 чёрная пешка · f5 чёрный слон · a4 чёрный ферзь · d4 белая пешка · b3 белая ладья · a2 белая пешка · c2 белый ферзь · f2 белая пешка · g2 белая пешка · h2 белая пешка · e1 белая ладья · g1 белый король | a8 чёрная ладья · f8 чёрная ладья · a7 чёрная пешка · b7 чёрная пешка · f7 чёрная пешка · d6 чёрный слон · f6 чёрный король · g6 чёрная пешка · h6 белый слон · d5 чёрная пешка · f5 чёрный слон · a4 чёрный ферзь · d4 белая пешка · b3 белая ладья · a2 белая пешка · c2 белый ферзь · f2 белая пешка · g2 белая пешка · h2 белая пешка · e1 белая ладья · g1 белый король | a8 чёрная ладья · f8 чёрная ладья · a7 чёрная пешка · b7 чёрная пешка · f7 чёрная пешка · d6 чёрный слон · f6 чёрный король · g6 чёрная пешка · h6 белый слон · d5 чёрная пешка · f5 чёрный слон · a4 чёрный ферзь · d4 белая пешка · b3 белая ладья · a2 белая пешка · c2 белый ферзь · f2 белая пешка · g2 белая пешка · h2 белая пешка · e1 белая ладья · g1 белый король | a8 чёрная ладья · f8 чёрная ладья · a7 чёрная пешка · b7 чёрная пешка · f7 чёрная пешка · d6 чёрный слон · f6 чёрный король · g6 чёрная пешка · h6 белый слон · d5 чёрная пешка · f5 чёрный слон · a4 чёрный ферзь · d4 белая пешка · b3 белая ладья · a2 белая пешка · c2 белый ферзь · f2 белая пешка · g2 белая пешка · h2 белая пешка · e1 белая ладья · g1 белый король | a8 чёрная ладья · f8 чёрная ладья · a7 чёрная пешка · b7 чёрная пешка · f7 чёрная пешка · d6 чёрный слон · f6 чёрный король · g6 чёрная пешка · h6 белый слон · d5 чёрная пешка · f5 чёрный слон · a4 чёрный ферзь · d4 белая пешка · b3 белая ладья · a2 белая пешка · c2 белый ферзь · f2 белая пешка · g2 белая пешка · h2 белая пешка · e1 белая ладья · g1 белый король | 8 |
| 7 | a8 чёрная ладья · f8 чёрная ладья · a7 чёрная пешка · b7 чёрная пешка · f7 чёрная пешка · d6 чёрный слон · f6 чёрный король · g6 чёрная пешка · h6 белый слон · d5 чёрная пешка · f5 чёрный слон · a4 чёрный ферзь · d4 белая пешка · b3 белая ладья · a2 белая пешка · c2 белый ферзь · f2 белая пешка · g2 белая пешка · h2 белая пешка · e1 белая ладья · g1 белый король | a8 чёрная ладья · f8 чёрная ладья · a7 чёрная пешка · b7 чёрная пешка · f7 чёрная пешка · d6 чёрный слон · f6 чёрный король · g6 чёрная пешка · h6 белый слон · d5 чёрная пешка · f5 чёрный слон · a4 чёрный ферзь · d4 белая пешка · b3 белая ладья · a2 белая пешка · c2 белый ферзь · f2 белая пешка · g2 белая пешка · h2 белая пешка · e1 белая ладья · g1 белый король | a8 чёрная ладья · f8 чёрная ладья · a7 чёрная пешка · b7 чёрная пешка · f7 чёрная пешка · d6 чёрный слон · f6 чёрный король · g6 чёрная пешка · h6 белый слон · d5 чёрная пешка · f5 чёрный слон · a4 чёрный ферзь · d4 белая пешка · b3 белая ладья · a2 белая пешка · c2 белый ферзь · f2 белая пешка · g2 белая пешка · h2 белая пешка · e1 белая ладья · g1 белый король | a8 чёрная ладья · f8 чёрная ладья · a7 чёрная пешка · b7 чёрная пешка · f7 чёрная пешка · d6 чёрный слон · f6 чёрный король · g6 чёрная пешка · h6 белый слон · d5 чёрная пешка · f5 чёрный слон · a4 чёрный ферзь · d4 белая пешка · b3 белая ладья · a2 белая пешка · c2 белый ферзь · f2 белая пешка · g2 белая пешка · h2 белая пешка · e1 белая ладья · g1 белый король | a8 чёрная ладья · f8 чёрная ладья · a7 чёрная пешка · b7 чёрная пешка · f7 чёрная пешка · d6 чёрный слон · f6 чёрный король · g6 чёрная пешка · h6 белый слон · d5 чёрная пешка · f5 чёрный слон · a4 чёрный ферзь · d4 белая пешка · b3 белая ладья · a2 белая пешка · c2 белый ферзь · f2 белая пешка · g2 белая пешка · h2 белая пешка · e1 белая ладья · g1 белый король | a8 чёрная ладья · f8 чёрная ладья · a7 чёрная пешка · b7 чёрная пешка · f7 чёрная пешка · d6 чёрный слон · f6 чёрный король · g6 чёрная пешка · h6 белый слон · d5 чёрная пешка · f5 чёрный слон · a4 чёрный ферзь · d4 белая пешка · b3 белая ладья · a2 белая пешка · c2 белый ферзь · f2 белая пешка · g2 белая пешка · h2 белая пешка · e1 белая ладья · g1 белый король | a8 чёрная ладья · f8 чёрная ладья · a7 чёрная пешка · b7 чёрная пешка · f7 чёрная пешка · d6 чёрный слон · f6 чёрный король · g6 чёрная пешка · h6 белый слон · d5 чёрная пешка · f5 чёрный слон · a4 чёрный ферзь · d4 белая пешка · b3 белая ладья · a2 белая пешка · c2 белый ферзь · f2 белая пешка · g2 белая пешка · h2 белая пешка · e1 белая ладья · g1 белый король | a8 чёрная ладья · f8 чёрная ладья · a7 чёрная пешка · b7 чёрная пешка · f7 чёрная пешка · d6 чёрный слон · f6 чёрный король · g6 чёрная пешка · h6 белый слон · d5 чёрная пешка · f5 чёрный слон · a4 чёрный ферзь · d4 белая пешка · b3 белая ладья · a2 белая пешка · c2 белый ферзь · f2 белая пешка · g2 белая пешка · h2 белая пешка · e1 белая ладья · g1 белый король | 7 |
| 6 | a8 чёрная ладья · f8 чёрная ладья · a7 чёрная пешка · b7 чёрная пешка · f7 чёрная пешка · d6 чёрный слон · f6 чёрный король · g6 чёрная пешка · h6 белый слон · d5 чёрная пешка · f5 чёрный слон · a4 чёрный ферзь · d4 белая пешка · b3 белая ладья · a2 белая пешка · c2 белый ферзь · f2 белая пешка · g2 белая пешка · h2 белая пешка · e1 белая ладья · g1 белый король | a8 чёрная ладья · f8 чёрная ладья · a7 чёрная пешка · b7 чёрная пешка · f7 чёрная пешка · d6 чёрный слон · f6 чёрный король · g6 чёрная пешка · h6 белый слон · d5 чёрная пешка · f5 чёрный слон · a4 чёрный ферзь · d4 белая пешка · b3 белая ладья · a2 белая пешка · c2 белый ферзь · f2 белая пешка · g2 белая пешка · h2 белая пешка · e1 белая ладья · g1 белый король | a8 чёрная ладья · f8 чёрная ладья · a7 чёрная пешка · b7 чёрная пешка · f7 чёрная пешка · d6 чёрный слон · f6 чёрный король · g6 чёрная пешка · h6 белый слон · d5 чёрная пешка · f5 чёрный слон · a4 чёрный ферзь · d4 белая пешка · b3 белая ладья · a2 белая пешка · c2 белый ферзь · f2 белая пешка · g2 белая пешка · h2 белая пешка · e1 белая ладья · g1 белый король | a8 чёрная ладья · f8 чёрная ладья · a7 чёрная пешка · b7 чёрная пешка · f7 чёрная пешка · d6 чёрный слон · f6 чёрный король · g6 чёрная пешка · h6 белый слон · d5 чёрная пешка · f5 чёрный слон · a4 чёрный ферзь · d4 белая пешка · b3 белая ладья · a2 белая пешка · c2 белый ферзь · f2 белая пешка · g2 белая пешка · h2 белая пешка · e1 белая ладья · g1 белый король | a8 чёрная ладья · f8 чёрная ладья · a7 чёрная пешка · b7 чёрная пешка · f7 чёрная пешка · d6 чёрный слон · f6 чёрный король · g6 чёрная пешка · h6 белый слон · d5 чёрная пешка · f5 чёрный слон · a4 чёрный ферзь · d4 белая пешка · b3 белая ладья · a2 белая пешка · c2 белый ферзь · f2 белая пешка · g2 белая пешка · h2 белая пешка · e1 белая ладья · g1 белый король | a8 чёрная ладья · f8 чёрная ладья · a7 чёрная пешка · b7 чёрная пешка · f7 чёрная пешка · d6 чёрный слон · f6 чёрный король · g6 чёрная пешка · h6 белый слон · d5 чёрная пешка · f5 чёрный слон · a4 чёрный ферзь · d4 белая пешка · b3 белая ладья · a2 белая пешка · c2 белый ферзь · f2 белая пешка · g2 белая пешка · h2 белая пешка · e1 белая ладья · g1 белый король | a8 чёрная ладья · f8 чёрная ладья · a7 чёрная пешка · b7 чёрная пешка · f7 чёрная пешка · d6 чёрный слон · f6 чёрный король · g6 чёрная пешка · h6 белый слон · d5 чёрная пешка · f5 чёрный слон · a4 чёрный ферзь · d4 белая пешка · b3 белая ладья · a2 белая пешка · c2 белый ферзь · f2 белая пешка · g2 белая пешка · h2 белая пешка · e1 белая ладья · g1 белый король | a8 чёрная ладья · f8 чёрная ладья · a7 чёрная пешка · b7 чёрная пешка · f7 чёрная пешка · d6 чёрный слон · f6 чёрный король · g6 чёрная пешка · h6 белый слон · d5 чёрная пешка · f5 чёрный слон · a4 чёрный ферзь · d4 белая пешка · b3 белая ладья · a2 белая пешка · c2 белый ферзь · f2 белая пешка · g2 белая пешка · h2 белая пешка · e1 белая ладья · g1 белый король | 6 |
| 5 | a8 чёрная ладья · f8 чёрная ладья · a7 чёрная пешка · b7 чёрная пешка · f7 чёрная пешка · d6 чёрный слон · f6 чёрный король · g6 чёрная пешка · h6 белый слон · d5 чёрная пешка · f5 чёрный слон · a4 чёрный ферзь · d4 белая пешка · b3 белая ладья · a2 белая пешка · c2 белый ферзь · f2 белая пешка · g2 белая пешка · h2 белая пешка · e1 белая ладья · g1 белый король | a8 чёрная ладья · f8 чёрная ладья · a7 чёрная пешка · b7 чёрная пешка · f7 чёрная пешка · d6 чёрный слон · f6 чёрный король · g6 чёрная пешка · h6 белый слон · d5 чёрная пешка · f5 чёрный слон · a4 чёрный ферзь · d4 белая пешка · b3 белая ладья · a2 белая пешка · c2 белый ферзь · f2 белая пешка · g2 белая пешка · h2 белая пешка · e1 белая ладья · g1 белый король | a8 чёрная ладья · f8 чёрная ладья · a7 чёрная пешка · b7 чёрная пешка · f7 чёрная пешка · d6 чёрный слон · f6 чёрный король · g6 чёрная пешка · h6 белый слон · d5 чёрная пешка · f5 чёрный слон · a4 чёрный ферзь · d4 белая пешка · b3 белая ладья · a2 белая пешка · c2 белый ферзь · f2 белая пешка · g2 белая пешка · h2 белая пешка · e1 белая ладья · g1 белый король | a8 чёрная ладья · f8 чёрная ладья · a7 чёрная пешка · b7 чёрная пешка · f7 чёрная пешка · d6 чёрный слон · f6 чёрный король · g6 чёрная пешка · h6 белый слон · d5 чёрная пешка · f5 чёрный слон · a4 чёрный ферзь · d4 белая пешка · b3 белая ладья · a2 белая пешка · c2 белый ферзь · f2 белая пешка · g2 белая пешка · h2 белая пешка · e1 белая ладья · g1 белый король | a8 чёрная ладья · f8 чёрная ладья · a7 чёрная пешка · b7 чёрная пешка · f7 чёрная пешка · d6 чёрный слон · f6 чёрный король · g6 чёрная пешка · h6 белый слон · d5 чёрная пешка · f5 чёрный слон · a4 чёрный ферзь · d4 белая пешка · b3 белая ладья · a2 белая пешка · c2 белый ферзь · f2 белая пешка · g2 белая пешка · h2 белая пешка · e1 белая ладья · g1 белый король | a8 чёрная ладья · f8 чёрная ладья · a7 чёрная пешка · b7 чёрная пешка · f7 чёрная пешка · d6 чёрный слон · f6 чёрный король · g6 чёрная пешка · h6 белый слон · d5 чёрная пешка · f5 чёрный слон · a4 чёрный ферзь · d4 белая пешка · b3 белая ладья · a2 белая пешка · c2 белый ферзь · f2 белая пешка · g2 белая пешка · h2 белая пешка · e1 белая ладья · g1 белый король | a8 чёрная ладья · f8 чёрная ладья · a7 чёрная пешка · b7 чёрная пешка · f7 чёрная пешка · d6 чёрный слон · f6 чёрный король · g6 чёрная пешка · h6 белый слон · d5 чёрная пешка · f5 чёрный слон · a4 чёрный ферзь · d4 белая пешка · b3 белая ладья · a2 белая пешка · c2 белый ферзь · f2 белая пешка · g2 белая пешка · h2 белая пешка · e1 белая ладья · g1 белый король | a8 чёрная ладья · f8 чёрная ладья · a7 чёрная пешка · b7 чёрная пешка · f7 чёрная пешка · d6 чёрный слон · f6 чёрный король · g6 чёрная пешка · h6 белый слон · d5 чёрная пешка · f5 чёрный слон · a4 чёрный ферзь · d4 белая пешка · b3 белая ладья · a2 белая пешка · c2 белый ферзь · f2 белая пешка · g2 белая пешка · h2 белая пешка · e1 белая ладья · g1 белый король | 5 |
| 4 | a8 чёрная ладья · f8 чёрная ладья · a7 чёрная пешка · b7 чёрная пешка · f7 чёрная пешка · d6 чёрный слон · f6 чёрный король · g6 чёрная пешка · h6 белый слон · d5 чёрная пешка · f5 чёрный слон · a4 чёрный ферзь · d4 белая пешка · b3 белая ладья · a2 белая пешка · c2 белый ферзь · f2 белая пешка · g2 белая пешка · h2 белая пешка · e1 белая ладья · g1 белый король | a8 чёрная ладья · f8 чёрная ладья · a7 чёрная пешка · b7 чёрная пешка · f7 чёрная пешка · d6 чёрный слон · f6 чёрный король · g6 чёрная пешка · h6 белый слон · d5 чёрная пешка · f5 чёрный слон · a4 чёрный ферзь · d4 белая пешка · b3 белая ладья · a2 белая пешка · c2 белый ферзь · f2 белая пешка · g2 белая пешка · h2 белая пешка · e1 белая ладья · g1 белый король | a8 чёрная ладья · f8 чёрная ладья · a7 чёрная пешка · b7 чёрная пешка · f7 чёрная пешка · d6 чёрный слон · f6 чёрный король · g6 чёрная пешка · h6 белый слон · d5 чёрная пешка · f5 чёрный слон · a4 чёрный ферзь · d4 белая пешка · b3 белая ладья · a2 белая пешка · c2 белый ферзь · f2 белая пешка · g2 белая пешка · h2 белая пешка · e1 белая ладья · g1 белый король | a8 чёрная ладья · f8 чёрная ладья · a7 чёрная пешка · b7 чёрная пешка · f7 чёрная пешка · d6 чёрный слон · f6 чёрный король · g6 чёрная пешка · h6 белый слон · d5 чёрная пешка · f5 чёрный слон · a4 чёрный ферзь · d4 белая пешка · b3 белая ладья · a2 белая пешка · c2 белый ферзь · f2 белая пешка · g2 белая пешка · h2 белая пешка · e1 белая ладья · g1 белый король | a8 чёрная ладья · f8 чёрная ладья · a7 чёрная пешка · b7 чёрная пешка · f7 чёрная пешка · d6 чёрный слон · f6 чёрный король · g6 чёрная пешка · h6 белый слон · d5 чёрная пешка · f5 чёрный слон · a4 чёрный ферзь · d4 белая пешка · b3 белая ладья · a2 белая пешка · c2 белый ферзь · f2 белая пешка · g2 белая пешка · h2 белая пешка · e1 белая ладья · g1 белый король | a8 чёрная ладья · f8 чёрная ладья · a7 чёрная пешка · b7 чёрная пешка · f7 чёрная пешка · d6 чёрный слон · f6 чёрный король · g6 чёрная пешка · h6 белый слон · d5 чёрная пешка · f5 чёрный слон · a4 чёрный ферзь · d4 белая пешка · b3 белая ладья · a2 белая пешка · c2 белый ферзь · f2 белая пешка · g2 белая пешка · h2 белая пешка · e1 белая ладья · g1 белый король | a8 чёрная ладья · f8 чёрная ладья · a7 чёрная пешка · b7 чёрная пешка · f7 чёрная пешка · d6 чёрный слон · f6 чёрный король · g6 чёрная пешка · h6 белый слон · d5 чёрная пешка · f5 чёрный слон · a4 чёрный ферзь · d4 белая пешка · b3 белая ладья · a2 белая пешка · c2 белый ферзь · f2 белая пешка · g2 белая пешка · h2 белая пешка · e1 белая ладья · g1 белый король | a8 чёрная ладья · f8 чёрная ладья · a7 чёрная пешка · b7 чёрная пешка · f7 чёрная пешка · d6 чёрный слон · f6 чёрный король · g6 чёрная пешка · h6 белый слон · d5 чёрная пешка · f5 чёрный слон · a4 чёрный ферзь · d4 белая пешка · b3 белая ладья · a2 белая пешка · c2 белый ферзь · f2 белая пешка · g2 белая пешка · h2 белая пешка · e1 белая ладья · g1 белый король | 4 |
| 3 | a8 чёрная ладья · f8 чёрная ладья · a7 чёрная пешка · b7 чёрная пешка · f7 чёрная пешка · d6 чёрный слон · f6 чёрный король · g6 чёрная пешка · h6 белый слон · d5 чёрная пешка · f5 чёрный слон · a4 чёрный ферзь · d4 белая пешка · b3 белая ладья · a2 белая пешка · c2 белый ферзь · f2 белая пешка · g2 белая пешка · h2 белая пешка · e1 белая ладья · g1 белый король | a8 чёрная ладья · f8 чёрная ладья · a7 чёрная пешка · b7 чёрная пешка · f7 чёрная пешка · d6 чёрный слон · f6 чёрный король · g6 чёрная пешка · h6 белый слон · d5 чёрная пешка · f5 чёрный слон · a4 чёрный ферзь · d4 белая пешка · b3 белая ладья · a2 белая пешка · c2 белый ферзь · f2 белая пешка · g2 белая пешка · h2 белая пешка · e1 белая ладья · g1 белый король | a8 чёрная ладья · f8 чёрная ладья · a7 чёрная пешка · b7 чёрная пешка · f7 чёрная пешка · d6 чёрный слон · f6 чёрный король · g6 чёрная пешка · h6 белый слон · d5 чёрная пешка · f5 чёрный слон · a4 чёрный ферзь · d4 белая пешка · b3 белая ладья · a2 белая пешка · c2 белый ферзь · f2 белая пешка · g2 белая пешка · h2 белая пешка · e1 белая ладья · g1 белый король | a8 чёрная ладья · f8 чёрная ладья · a7 чёрная пешка · b7 чёрная пешка · f7 чёрная пешка · d6 чёрный слон · f6 чёрный король · g6 чёрная пешка · h6 белый слон · d5 чёрная пешка · f5 чёрный слон · a4 чёрный ферзь · d4 белая пешка · b3 белая ладья · a2 белая пешка · c2 белый ферзь · f2 белая пешка · g2 белая пешка · h2 белая пешка · e1 белая ладья · g1 белый король | a8 чёрная ладья · f8 чёрная ладья · a7 чёрная пешка · b7 чёрная пешка · f7 чёрная пешка · d6 чёрный слон · f6 чёрный король · g6 чёрная пешка · h6 белый слон · d5 чёрная пешка · f5 чёрный слон · a4 чёрный ферзь · d4 белая пешка · b3 белая ладья · a2 белая пешка · c2 белый ферзь · f2 белая пешка · g2 белая пешка · h2 белая пешка · e1 белая ладья · g1 белый король | a8 чёрная ладья · f8 чёрная ладья · a7 чёрная пешка · b7 чёрная пешка · f7 чёрная пешка · d6 чёрный слон · f6 чёрный король · g6 чёрная пешка · h6 белый слон · d5 чёрная пешка · f5 чёрный слон · a4 чёрный ферзь · d4 белая пешка · b3 белая ладья · a2 белая пешка · c2 белый ферзь · f2 белая пешка · g2 белая пешка · h2 белая пешка · e1 белая ладья · g1 белый король | a8 чёрная ладья · f8 чёрная ладья · a7 чёрная пешка · b7 чёрная пешка · f7 чёрная пешка · d6 чёрный слон · f6 чёрный король · g6 чёрная пешка · h6 белый слон · d5 чёрная пешка · f5 чёрный слон · a4 чёрный ферзь · d4 белая пешка · b3 белая ладья · a2 белая пешка · c2 белый ферзь · f2 белая пешка · g2 белая пешка · h2 белая пешка · e1 белая ладья · g1 белый король | a8 чёрная ладья · f8 чёрная ладья · a7 чёрная пешка · b7 чёрная пешка · f7 чёрная пешка · d6 чёрный слон · f6 чёрный король · g6 чёрная пешка · h6 белый слон · d5 чёрная пешка · f5 чёрный слон · a4 чёрный ферзь · d4 белая пешка · b3 белая ладья · a2 белая пешка · c2 белый ферзь · f2 белая пешка · g2 белая пешка · h2 белая пешка · e1 белая ладья · g1 белый король | 3 |
| 2 | a8 чёрная ладья · f8 чёрная ладья · a7 чёрная пешка · b7 чёрная пешка · f7 чёрная пешка · d6 чёрный слон · f6 чёрный король · g6 чёрная пешка · h6 белый слон · d5 чёрная пешка · f5 чёрный слон · a4 чёрный ферзь · d4 белая пешка · b3 белая ладья · a2 белая пешка · c2 белый ферзь · f2 белая пешка · g2 белая пешка · h2 белая пешка · e1 белая ладья · g1 белый король | a8 чёрная ладья · f8 чёрная ладья · a7 чёрная пешка · b7 чёрная пешка · f7 чёрная пешка · d6 чёрный слон · f6 чёрный король · g6 чёрная пешка · h6 белый слон · d5 чёрная пешка · f5 чёрный слон · a4 чёрный ферзь · d4 белая пешка · b3 белая ладья · a2 белая пешка · c2 белый ферзь · f2 белая пешка · g2 белая пешка · h2 белая пешка · e1 белая ладья · g1 белый король | a8 чёрная ладья · f8 чёрная ладья · a7 чёрная пешка · b7 чёрная пешка · f7 чёрная пешка · d6 чёрный слон · f6 чёрный король · g6 чёрная пешка · h6 белый слон · d5 чёрная пешка · f5 чёрный слон · a4 чёрный ферзь · d4 белая пешка · b3 белая ладья · a2 белая пешка · c2 белый ферзь · f2 белая пешка · g2 белая пешка · h2 белая пешка · e1 белая ладья · g1 белый король | a8 чёрная ладья · f8 чёрная ладья · a7 чёрная пешка · b7 чёрная пешка · f7 чёрная пешка · d6 чёрный слон · f6 чёрный король · g6 чёрная пешка · h6 белый слон · d5 чёрная пешка · f5 чёрный слон · a4 чёрный ферзь · d4 белая пешка · b3 белая ладья · a2 белая пешка · c2 белый ферзь · f2 белая пешка · g2 белая пешка · h2 белая пешка · e1 белая ладья · g1 белый король | a8 чёрная ладья · f8 чёрная ладья · a7 чёрная пешка · b7 чёрная пешка · f7 чёрная пешка · d6 чёрный слон · f6 чёрный король · g6 чёрная пешка · h6 белый слон · d5 чёрная пешка · f5 чёрный слон · a4 чёрный ферзь · d4 белая пешка · b3 белая ладья · a2 белая пешка · c2 белый ферзь · f2 белая пешка · g2 белая пешка · h2 белая пешка · e1 белая ладья · g1 белый король | a8 чёрная ладья · f8 чёрная ладья · a7 чёрная пешка · b7 чёрная пешка · f7 чёрная пешка · d6 чёрный слон · f6 чёрный король · g6 чёрная пешка · h6 белый слон · d5 чёрная пешка · f5 чёрный слон · a4 чёрный ферзь · d4 белая пешка · b3 белая ладья · a2 белая пешка · c2 белый ферзь · f2 белая пешка · g2 белая пешка · h2 белая пешка · e1 белая ладья · g1 белый король | a8 чёрная ладья · f8 чёрная ладья · a7 чёрная пешка · b7 чёрная пешка · f7 чёрная пешка · d6 чёрный слон · f6 чёрный король · g6 чёрная пешка · h6 белый слон · d5 чёрная пешка · f5 чёрный слон · a4 чёрный ферзь · d4 белая пешка · b3 белая ладья · a2 белая пешка · c2 белый ферзь · f2 белая пешка · g2 белая пешка · h2 белая пешка · e1 белая ладья · g1 белый король | a8 чёрная ладья · f8 чёрная ладья · a7 чёрная пешка · b7 чёрная пешка · f7 чёрная пешка · d6 чёрный слон · f6 чёрный король · g6 чёрная пешка · h6 белый слон · d5 чёрная пешка · f5 чёрный слон · a4 чёрный ферзь · d4 белая пешка · b3 белая ладья · a2 белая пешка · c2 белый ферзь · f2 белая пешка · g2 белая пешка · h2 белая пешка · e1 белая ладья · g1 белый король | 2 |
| 1 | a8 чёрная ладья · f8 чёрная ладья · a7 чёрная пешка · b7 чёрная пешка · f7 чёрная пешка · d6 чёрный слон · f6 чёрный король · g6 чёрная пешка · h6 белый слон · d5 чёрная пешка · f5 чёрный слон · a4 чёрный ферзь · d4 белая пешка · b3 белая ладья · a2 белая пешка · c2 белый ферзь · f2 белая пешка · g2 белая пешка · h2 белая пешка · e1 белая ладья · g1 белый король | a8 чёрная ладья · f8 чёрная ладья · a7 чёрная пешка · b7 чёрная пешка · f7 чёрная пешка · d6 чёрный слон · f6 чёрный король · g6 чёрная пешка · h6 белый слон · d5 чёрная пешка · f5 чёрный слон · a4 чёрный ферзь · d4 белая пешка · b3 белая ладья · a2 белая пешка · c2 белый ферзь · f2 белая пешка · g2 белая пешка · h2 белая пешка · e1 белая ладья · g1 белый король | a8 чёрная ладья · f8 чёрная ладья · a7 чёрная пешка · b7 чёрная пешка · f7 чёрная пешка · d6 чёрный слон · f6 чёрный король · g6 чёрная пешка · h6 белый слон · d5 чёрная пешка · f5 чёрный слон · a4 чёрный ферзь · d4 белая пешка · b3 белая ладья · a2 белая пешка · c2 белый ферзь · f2 белая пешка · g2 белая пешка · h2 белая пешка · e1 белая ладья · g1 белый король | a8 чёрная ладья · f8 чёрная ладья · a7 чёрная пешка · b7 чёрная пешка · f7 чёрная пешка · d6 чёрный слон · f6 чёрный король · g6 чёрная пешка · h6 белый слон · d5 чёрная пешка · f5 чёрный слон · a4 чёрный ферзь · d4 белая пешка · b3 белая ладья · a2 белая пешка · c2 белый ферзь · f2 белая пешка · g2 белая пешка · h2 белая пешка · e1 белая ладья · g1 белый король | a8 чёрная ладья · f8 чёрная ладья · a7 чёрная пешка · b7 чёрная пешка · f7 чёрная пешка · d6 чёрный слон · f6 чёрный король · g6 чёрная пешка · h6 белый слон · d5 чёрная пешка · f5 чёрный слон · a4 чёрный ферзь · d4 белая пешка · b3 белая ладья · a2 белая пешка · c2 белый ферзь · f2 белая пешка · g2 белая пешка · h2 белая пешка · e1 белая ладья · g1 белый король | a8 чёрная ладья · f8 чёрная ладья · a7 чёрная пешка · b7 чёрная пешка · f7 чёрная пешка · d6 чёрный слон · f6 чёрный король · g6 чёрная пешка · h6 белый слон · d5 чёрная пешка · f5 чёрный слон · a4 чёрный ферзь · d4 белая пешка · b3 белая ладья · a2 белая пешка · c2 белый ферзь · f2 белая пешка · g2 белая пешка · h2 белая пешка · e1 белая ладья · g1 белый король | a8 чёрная ладья · f8 чёрная ладья · a7 чёрная пешка · b7 чёрная пешка · f7 чёрная пешка · d6 чёрный слон · f6 чёрный король · g6 чёрная пешка · h6 белый слон · d5 чёрная пешка · f5 чёрный слон · a4 чёрный ферзь · d4 белая пешка · b3 белая ладья · a2 белая пешка · c2 белый ферзь · f2 белая пешка · g2 белая пешка · h2 белая пешка · e1 белая ладья · g1 белый король | a8 чёрная ладья · f8 чёрная ладья · a7 чёрная пешка · b7 чёрная пешка · f7 чёрная пешка · d6 чёрный слон · f6 чёрный король · g6 чёрная пешка · h6 белый слон · d5 чёрная пешка · f5 чёрный слон · a4 чёрный ферзь · d4 белая пешка · b3 белая ладья · a2 белая пешка · c2 белый ферзь · f2 белая пешка · g2 белая пешка · h2 белая пешка · e1 белая ладья · g1 белый король | 1 |
|   | a | b | c | d | e | f | g | h |   |